# St Arvans
St Arvans es una localidad situada en el condado de Monmouthshire, en Gales (Reino Unido), con una población estimada a mediados de 2016 de 770 habitantes.
Se encuentra ubicada al sureste de Gales, a poca distancia de la muralla de Offa, de la frontera con Inglaterra y del canal de Bristol.